# Sự biến Tây An

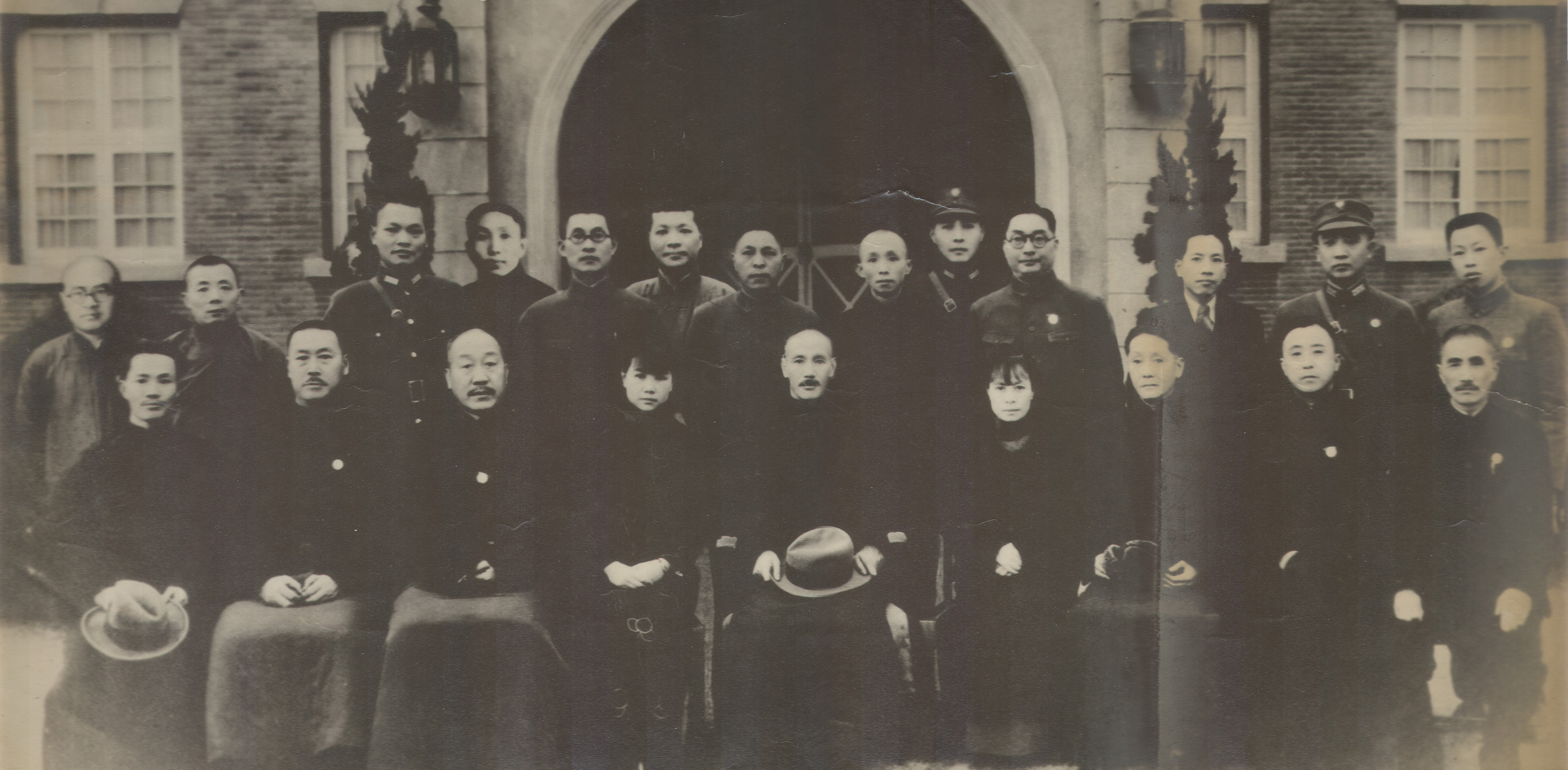
Tưởng Giới Thạch và các thành viên cao cấp của Quốc dân đảng sau Sự biến Tây An

Sự biến Tây An là cuộc binh biến bắt giữ Tưởng Giới Thạch tại Tây An do Trương Học Lương và Dương Hổ Thành thực hiện, nhằm gây áp lực buộc Tưởng hợp tác với Đảng Cộng sản chống Đế quốc Nhật Bản vào ngày 12 tháng 12 năm 1936, khi Tưởng đến Tây An. Sự biến Tây An gây chấn động thế giới đương thời.

## Bối cảnh
Tháng 9 năm 1931, Đế quốc Nhật Bản bắt đầu tiến hành xâm lược Trung Quốc, cho đến mùa hè năm 1935, quân Nhật đã chiếm được vùng Đông Bắc Trung Quốc và 1,5 triệu quân Nhật đã được điều tới Trung Quốc, gây hấn khắp nơi. Trong hoàn cảnh dầu sôi lửa bỏng như vậy, Tưởng Giới Thạch vẫn chỉ hướng toàn lực về Hồng quân, coi cộng sản là đại thù của Trung Hoa và chủ trương diệt cộng trước, chống Nhật sau.

## Diễn biến
Ngày 4 tháng 12 năm 1936, Tưởng Giới Thạch tới Tây An đốc chiến, ra lệnh cho hai tướng Trương Học Lương và Dương Hổ Thành lập tức tiến công Diên An, đại bản doanh của Đảng Cộng sản Trung Quốc. Do chịu ảnh hưởng của phong trào chống Nhật, hai tướng Trương Học Lương, Dương Hổ Thành tìm cách trì hoãn việc tiến công và thỉnh cầu Tưởng Giới Thạch đình chỉ nội chiến, cùng Đảng Cộng sản kháng chiến chống quân Nhật. Nhưng lời thỉnh cầu này bị Tưởng Giới Thạch cự tuyệt.
Tối ngày 12 tháng 12 năm 1936, hai tướng Trương Học Lương và Dương Hổ Thành bất ngờ cho quân bao vây, dùng vũ lực bắt sống Tưởng Giới Thạch. Sau đó, hai tướng Trương Học Lương và Dương Hổ Thành đã ra tuyên bố giải tán Tổng bộ chỉ huy tiễu phỉ Tây Bắc, thành lập Ủy ban Quân sự lâm thời Liên quân Tây Bắc kháng Nhật do Trương Học Lương làm Chủ tịch, Dương Hổ Thành làm Phó chủ tịch. Đồng thời hai người đã gửi điện thông báo cho Trung ương Đảng Cộng sản Trung Quốc và gửi kiến nghị tới Chính phủ Trung ương Quốc Dân đảng yêu cầu: cải tổ chính phủ, đình chỉ nội chiến, cùng nhau kháng Nhật, thực hiện dân chủ .
Ngày 16 tháng 12, Chính phủ Quốc dân đảng ở Nam Kinh hạ lệnh thảo phạt Trương, Dương giải cứu Tưởng Ủy viên trưởng.
Sau khi nhận được điện của Trương, Dương báo tin về cuộc chính biến, Trung ương Đảng Cộng sản Trung Quốc đã cử Chu Ân Lai dẫn đầu một đoàn đại biểu đến Tây An để hòa giải và thuyết phục Trương, Dương phóng thích Tưởng, nếu Tưởng đồng ý chung sức chống Nhật.
Ngày 22 tháng 12, Tống Mỹ Linh bay tới Tây An, tiến hành các cuộc đàm phán với Trương, Dương. Ngày 24 tháng 12, Tưởng buộc phải chấp nhận: đình chiến nghị hòa, liên Cộng kháng Nhật, phóng thích chính trị phạm... Ngày 25 tháng 12, Tưởng Giới Thạch được trả tự do và đích thân Trương Học Lương đưa Tưởng bay về Nam Kinh. Sự biến Tây An kết thúc.

## Sau sự biến

### Số phận Trương Học Lương
Sau khi Trương Học Lương đến Nam Kinh, theo lệnh của Tưởng Giới Thạch, tòa án quân sự Quốc dân đảng đã xử phạt Trương Học Lương 10 năm tù.
Ngày 7 tháng 7 năm 1937, Sự kiện Lư Câu Kiều bùng nổ. Trương Học Lương viết thư cho Tưởng Giới Thạch, mong muốn góp sức bảo vệ đất nước. Nhưng họ Tưởng chỉ yêu cầu Trương Học Lương viết thư nói với quân đoàn Đông Bắc phục tùng sự lãnh đạo của Tưởng là được.
Tháng 6 năm 1946, khi Trương Học Lương đã ở tù đủ 10 năm, Tưởng Giới Thạch hủy bỏ hiệp định hiệp thương chính trị, phát động cuộc nội chiến chống Cộng. Và cho người ngỏ với Trương Học Lương là điều kiện để có thể trả tự do là: Trương Học Lương thừa nhận sự biến Tây An là mắc mưu Đảng Cộng sản và sau khi được thả ra, Trương Học Lương không được ra nước ngoài. Nhưng họ Trương đã từ chối.
Tháng 11 năm 1946, Trương Học Lương được đặc vụ Tưởng Giới Thạch áp giải ra Đài Loan vì họ Tưởng không muốn Trương Học Lương ở lại Hoa Lục để được phe cộng trả ơn cho công của Trương, đã bắt cóc Tưởng khiến Tưởng không thể tiếp tục công cuộc diệt cộng trong lúc Hồng quân rất yếu sau cuộc Vạn lý Trường chinh.
Đầu năm 1949, Tưởng Giới Thạch tuyên bố từ chức, Lý Tôn Nhân thay chức Tổng thống và ra lệnh thả Trương, Dương và một số tù chính trị khác. Nhưng do Tưởng Giới Thạch còn quá nhiều quyền lực nên mệnh lệnh của Lý Tôn Nhân đã không được thực hiện.
Trương Học Lương tiếp tục bị giam lỏng cho đến năm 1975, mới được tổng thống Lý Đăng Huy cho hoàn toàn tự do, ông sang sống tại Hoa Kỳ, chết ở Hawaii năm 2001 khi 102 tuổi.

### Số phận Dương Hổ Thành
Sau khi về tới Nam Kinh, Tưởng ra mật lệnh bắt tướng Dương Hổ Thành, còn đang ở Tây An.
Nghe tin báo, Dương Hổ Thành trốn ra nước ngoài và sống lưu vong tại Pháp. Khi xảy ra Sự kiện Lư Câu Kiều, từ Pháp, Dương Hổ Thành gửi thư cho Tưởng Giới Thạch xin được trở về để tham gia kháng chiến chống Nhật, nhưng bị họ Tưởng cự tuyệt. Bất chấp nguy hiểm, tháng 11 năm 1937, Dương Hổ Thành trở về Trung Quốc. Vừa đặt chân tới Quảng Châu, Dương Hổ Thành bị đặc vụ Tưởng Giới Thạch bắt giam. Tháng 1 năm 1946, tại Hội nghị Hiệp thương chính trị khai mạc tại Trùng Khánh, Mao Trạch Đông, Trưởng đoàn đại biểu Đảng Cộng sản Trung Quốc đã đề xuất với Tưởng Giới Thạch trả tự do cho hai tướng Trương Học Lương và Dương Hổ Thành, nhưng bị Tưởng từ chối.
Tháng 9 năm 1949, trước khi chạy ra Đài Loan, Tưởng Giới Thạch đã hạ lệnh cho Mao Nhân Phượng thủ tiêu Dương Hổ Thành, không để rơi vào tay Cộng sản. Nhận mật lệnh, Mao Nhân Phượng đã cho giết cả nhà Dương Hổ Thành (gồm con trai Dương Chí Trung và một cháu gái chín tuổi) và kể cả gia đình viên bí thư riêng Tống Kỳ Vân.
Ngày 16 tháng 12 năm 1949, Ban chấp hành Trung ương Đảng Cộng sản Trung Quốc đã gửi điện chia buồn tới gia quyến tướng Dương Hổ Thành. Ngày 15 tháng 1 năm 1950, Đặng Tiểu Bình, Lưu Bá Thừa cùng ban lãnh đạo và nhân dân thành phố Trùng Khánh đã tổ chức lễ truy điệu tướng Dương Hổ Thành. Sau đó, hài cốt của ông được đưa về an táng tại quê nhà thuộc trấn Vĩ Khúc, huyện Nam Trường An, thành phố Tây An, tỉnh Thiểm Tây.
Năm 1968, mười chín năm sau vụ sát hại tướng Dương Hổ Thành, vụ án đã được Tòa án nhân dân Trung Quốc đưa ra xét xử tại Bắc Kinh.